# Блах, Пребен
Пребен Гео Моллеруп Блах (дат. Preben Geo Mollerup Blach; 15 декабря 1920, Фредериксберг — 28 марта 2007, Сёллерёд, Ховедстаден) — датский хоккеист на траве, нападающий. Участник летних Олимпийских игр 1948 года.

## Биография
Пребен Блах родился 15 декабря 1920 года в датском городе Фредериксберг.
Играл в хоккей на траве за «Копенгагенс» и «Сковсховед».
В 1941—1954 годах провёл за сборную Дании 17 матчей.
В 1948 году вошёл в состав сборной Дании по хоккею на траве на летних Олимпийских играх в Лондоне, занявшей 13-е место. Играл на позиции нападающего, провёл 4 матча, забил (по имеющимся данным) 1 мяч в ворота сборной Нидерландов.
Умер 28 марта 2007 года в датском городе Сёллерёд.

## Семья
Отец — Арне Блах (1900—1977), датский хоккеист на траве. Участник летних Олимпийских игр 1928 и 1936 годов.
Дядя — Свенн Блах (1893—1979), датский хоккеист на траве. Серебряный призёр летних Олимпийских игр 1920 года.
Дядя — Эйвинн Блах (1895—1972), датский хоккеист на траве. Серебряный призёр летних Олимпийских игр 1920 года.